# Velikieje Loeki
Velikieje Loeki (Russisch: Великие Луки; betekenis: "Grote Meanders") is een stad in het noordwesten van Rusland, behorend tot de oblast Pskov. De stad is gelegen aan de meanders van de rivier de Lovat, 50 kilometer ten noorden van de grens met Wit-Rusland en 150 kilometer ten oosten van de grens met Letland.

## Geschiedenis
Velikieje Loeki wordt voor het eerst vermeld in een kroniek onder het jaar 1166. In 1211 werd er een fort opgericht om de handelsroute vanuit het zuiden naar Novgorod en Pskov te beschermen. De stad werd in 1478 door Ivan III ingelijfd bij Moskou. In de 17e eeuw diende Velikieje Loeki als basis voor aanvallen op Polen-Litouwen. Toen het Russische Rijk in 1772 het oostelijke deel van Polen-Litouwen in handen kreeg, verloor de stad haar grenspositie en daarmee haar strategische belang.

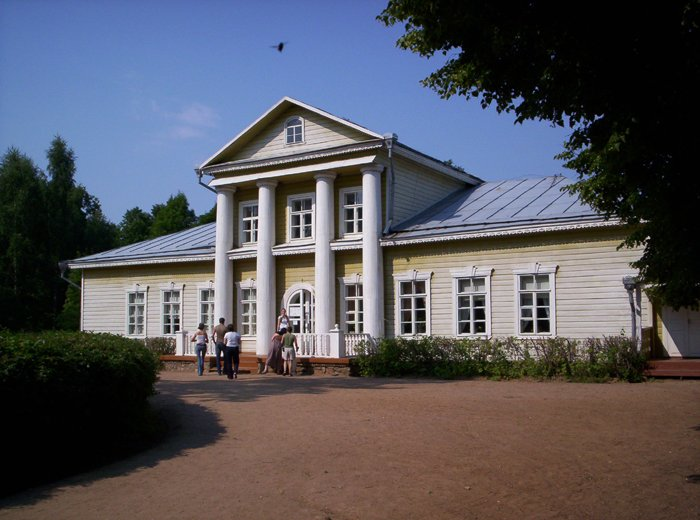
Modest Moessorgski-huis en museum in de buurt van Velikieje Loeki
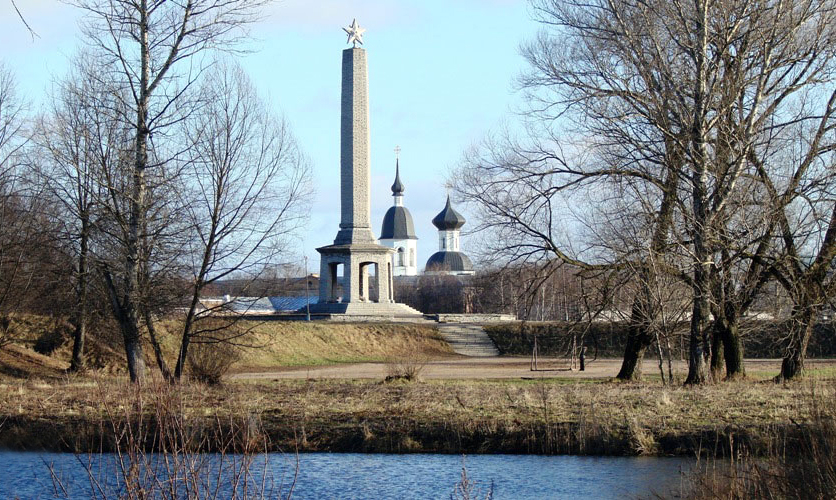
Monument bij het voormalige fort van Velikieje Loeki

Tijdens de Tweede Wereldoorlog vonden er rond de stad hevige gevechten tussen Duitse en Sovjettroepen plaats. Eind 1942, tegelijkertijd met de Slag om Stalingrad, werd ook de Duitse bezetting van Velikieje Loeki (zo'n 7000 man) omsingeld. Na hevige gevechten, waarbij een aantal Duitsers wist te ontsnappen, en de stad bijna volledig verwoest werd, viel Velikieje Loeki in januari 1943 in Sovjet-handen.

## Economie en transport
In de stad is een groot spoorwegonderhoudsbedrijf gevestigd; daarnaast zijn er onder meer industriële bedrijven in de sectoren machinebouw, textiel, levensmiddelenproductie en elektronica te vinden. Velikieje Loeki ligt aan de autoweg van Moskou naar het Balticum en de spoorlijnen Moskou - Riga en Sint-Petersburg - Wit-Rusland. Het stedelijke openbaar vervoer wordt uitgevoerd door minibusjes (marsjroetnoje taksi) en stadsbussen.

## Bekende inwoners van de stad
De Sovjet-generaal van Poolse afkomst, Konstantin Rokossovski, zou volgens bepaalde bronnen op (21 december 1896 in Velikieje Loeki geboren zijn. In de stad staat een monument voor de in de buurt gesneuvelde Held van de Sovjet-Unie Aleksandr Matrosov.
De schrijver Fjodor Sologoeb woonde enige jaren in de stad en vond er inspiratie voor zijn roman Een kleine demon.

## Geboren
- Dmitri Laptev (1701–1771), Arctische ontdekkingsreiziger en viceadmiraal
- Ivan Matvejevitsj Vinogradov (1891–1983), wiskundige
- Galina Tsarjova (1950), wielrenster
- Dmitri Alenitsjev (1972), voetbalcoach, oud-voetballer en voormalig politicus
- Joelja Martisova (1976), wielrenster
- Sergej Firsanov (1982), wielrenner
- Vladislav Martsjenkov (1996), skeletonracer